# 토요 미드나이트 드라마
토요 미드나이트 드라마(일본어: 土曜ミッドナイトドラマ)는 TV 아사히 계열에서 매주 토요일 25:25 - 25:55의 드라마이다.

## 작품 소개
- 《길상천녀》
- 《쾌감장인》
- 《번 더 지하철을 타고》
- 《퍼즐》
- 《실종 홀리데이》
- 《티슈》
- 《신주쿠 스완》
- 《또 하나의 코끼리 등》
- 《부녀자 데카》
- 《코인로커 이야기》
- 《비욘드 더 브레이크》